# 朱然
朱 然（しゅ ぜん）は、中国後漢末期から三国時代の武将。呉に仕えた。字は義封。揚州丹陽郡故鄣県の人。朱治の姉の子で養子。朱績（施績）の父。孫娘は施淑女。『三国志』呉志に伝がある。韓愈の著した『施先生墓銘』によれば、祖父は後漢の大尉であった施延とされる。

## 略歴

### 若き日
朱治の姉の子であり元来の姓は施氏。13歳の頃孫策の仲立ちで、当時子のなかった朱治の養嗣子となる。孫策は丹陽郡の役所に命じて、羊の肉と酒を供え朱然を召しださせ、呉に到着後は厚く礼遇した。
かつて孫権と机を並べて書物を学び、恩愛を結んだ。孫権が孫策の跡を継ぐと、19歳で会稽郡の余姚県令となった。後に山陰県令に昇進し、折衝校尉を加えられ、5つの県を管轄下においた。孫権は朱然を高く評価し、わざわざ丹陽郡を分割して臨川郡を設置すると、朱然を臨川太守に昇進させ、兵士2000人を預かる身分とした。その頃、山越の不服従民の反乱が起きるが、朱然はこれを1カ月で平定した。

### 呉の中核を担う
建安22年（217年）、曹操が濡須へ侵攻してくると、朱然は大塢と三関屯の防備にあたり、功績により偏将軍の位を与えられた。戦いの後、周泰の下におかれることを徐盛と共に不満に思った事もあるが、孫権が周泰の功績を強調したため納得している（「周泰伝」）。
建安24年（219年）の関羽討伐戦では呂蒙に従い、潘璋とともに別働隊の指揮を執り臨沮に赴き、関羽を生け捕りにするという大功を立てている。呂蒙が危篤となった際、朱然を後継に推薦した。孫権は朱然に仮節を与え、江陵の守備につかせた。
黄武元年（222年）、蜀漢を興した劉備が宜都に攻め寄せてくると陸遜と共に防衛に当たり、別働隊を指揮して劉備軍の先鋒を破り、その退路を遮断し、劉備を敗走させた（夷陵の戦い）。この功績により征北将軍・永安侯になった。徐盛・潘璋・宋謙らは永安（白帝城）に逃げ延びた劉備の追撃や蜀攻略を求めたが、朱然は魏の曹丕の動向が不審だとして陸遜・駱統らと共に慎重論を唱え、孫権もこれに同意した（「陸遜伝」）。
曹丕の3方面侵攻では江陵の防衛に当たり、10万余の魏軍と対決する。後方で孫権は全体指揮を取り、諸葛瑾・楊粲等に命じて朱然を救援することになる。曹丕は宛に進駐し、自ら親征軍を指揮し曹休・曹真・曹仁らに加勢させた。張郃の大軍により呉の援軍の孫盛が敗れ、江陵中洲を魏軍に占拠された。曹真は大軍を率いて牛渚屯を破ると、夏侯尚は3万人を率いて諸葛瑾を破り、魏軍に江陵城を包囲させた。曹丕は毎日、曹真・夏侯尚らに絶え間なく援軍を送り、向こう岸に渡る。朱然は援軍を知らず、外部との連絡が絶えてしまった。一方潘璋・楊粲は包囲網に突入できず、江陵城は数重に包囲され孤立無援となり、さらに流行病によって城内の兵は激減し、患う者多く、戦える兵は5000ほどであった。曹真らは、土山を築き、地下道を掘り、やぐらを立てると、城壁のすぐそばから矢を雨のように射掛けた。しかし朱然は悠然として恐れる色も見せず、軍吏や兵士たちを励まし、敵の間隙を窺い、城を出て魏軍の包囲網に突き込み、相次いで魏軍の二つの陣地を撃ち破り、城に帰って守備を固めた。包囲は半年に及び、朱然の守る江陵は破れず、食糧が底をついたため、呉軍からは内通者も出たが、朱然は内通者の存在をつきとめ死刑にした。また朱然との江陵での戦いで魏軍からは戦死者も数多となり、魏の曹丕・曹真・夏侯尚・賈詡・辛毗・董昭・張郃・徐晃・満寵・文聘らは朱然を攻め敗れず、江陵を陥落させることができず撤退した。魏の軍勢が退却するのを見た呉軍は、水陸二方面から出て挟撃した。魏軍は呉軍の追撃や満潮により撤退中に苦境に陥り、全軍が遭難したとある。この攻防戦で朱然の名は敵国（魏・蜀）にも鳴り響く事になり、当陽侯に改封された。
黄武5年（226年）、孫権は曹丕の死に乗じて江夏を攻めたが、文聘は動揺せず江夏郡の石陽城を堅守した。曹叡が援軍に荀禹を派遣して孫権の後方を撹乱したこともあり、孫権は20余日で包囲を解き、殿軍を潘璋に任せて撤退する。夜間に撤退の途中で混乱が生じ、文聘はこれを見逃さず殿軍部隊を追撃し散々に打ち破った。朱然は、すぐさま取ってかえすと敵を食い止め、自軍の撤退が成功したのを見届けてから自身も悠々と退却した。孫奐は江夏郡の高城を落としたが、文聘は朱然に阻まれ大戦果を挙げることはできなかった。
黄龍元年（229年）、曹叡の三方面侵攻（石亭の戦い）では江陵の上流で曹休に待ち伏せ攻撃の手はずを調えた。石亭での勝利に間接的ながらも貢献し、車騎将軍・右護軍・兗州牧に任命された。後に、蜀との取り決め（蜀志「陳震伝」参照）で兗州が蜀の管轄になり、兗州牧は解任された。
嘉禾3年（234年）、孫権は自ら魏の合肥新城に侵攻し、朱然は全琮とともに左右の督に任命され斧鉞を与えられたが、病気が流行したため出征計画が中止された。
その後、孫権は呂壱を起用し陋習を治める。孫権は後に呂壱を処刑し群臣達に謝罪したが、朱然・歩騭・諸葛瑾・呂岱らは「自分は武官なので国政のことはわからない。陸遜や潘濬に聞いてください」と取り合わなかった（呉志「呉主伝」）。
黄龍元年（229年）、功臣である周瑜の子の周胤は孫権に重用されていたものの、その後数年間淫行を繰り返し流刑に処せられていたが、赤烏2年（239年）頃より歩騭と諸葛瑾は周胤の赦免を嘆願する上表を孫権にたびたび送った。このときに朱然が全琮ととも同様の上奏をしたという。孫権は群臣達の熱意に絆され周胤を赦免することに決めたが、周胤は既に病死していた。
赤烏4年（241年）4月、孫権は大規模な魏領への侵攻（芍陂の役）を敢行し、朱然もその作戦の一環として魏の樊城を包囲し、二世武将である呂拠や朱異に命じて樊城の外郭を壊滅した（「朱桓伝」）。朱然の包囲は一カ月以上に及び、魏軍は苦戦に苛まれ、一カ月以上を経っても解除ことができない。5月に皇太子である孫登が死去するという大事件が起こっており、6月に司馬懿が到着する前に、戦果を挙げた朱然は樊城から無事に撤退した。また司馬懿は、朱然を誘い出そうと挑発を行いましたが、これは朱然に看破されたため失敗に終わった。
赤烏5年（242年）、朱然は柤中へ侵攻した。軍を各地に分散させていたところを魏の蒲忠と胡質に襲撃されたが、朱然は旗本800人だけでこれを退けた。
赤烏6年（243年）頃より勃発した呉の後継者問題（二宮事件）において朱然の動静は明らかではないが、朱績が孫和を支持していたという記録がある（「呉主五子伝」が引く『通語』）。
赤烏7年（244年）、歩騭と連名で上疏し、蜀の寝返りに備えるよう孫権に注意した（「呉主伝」）。
赤烏9年（246年）、朱然は上表して、前年に起きた魏からの投降者馬茂による孫権暗殺未遂事件の報復として、再び柤中に侵攻し、魏討伐戦に出る。朱然が柤中に侵入した時、魏住民が孫権の領内に逃げ込んでしまった。曹爽は柤中に出撃して朱然を迎え撃ち、魏軍は大被害を被った。柤中で朱然は曹爽を大いに破り、万余人以上を斬り、大きな戦果を挙げている。曹爽は抵抗を諦め、柤中を捨てて撤退を始めた。朱然はそのまま追撃を続けたが、歩兵と騎兵を6千率いた魏の李興に退路を絶たれたが夜襲をかけて撃ち破り、数千余人と5百の敵兵の首を斬り続け、3台の鼓車を得し、1000人ほどを捕虜にした。孫権は朱然が万一に失敗したときのために、上奏の内容を周囲に伏せていたが、朱然が勝利したのを聞いて大いに喜び、功績により左大司馬・右軍師とした。

### 晩年
諸葛融や歩協といった二世武将が前線に立つ時代となっていたが、孫権は再び朱然を大都督に任命し、彼等の取りまとめと軍の総指揮を委ねた。陸遜が赤烏8年（245年）に亡くなると、朱然だけがかつての功臣の生き残りとなり、孫権はますます朱然を厚遇するようになった。しかし、朱然もまもなく病に倒れることになり、2年間も病床につくことになる。孫権は見舞いの品を送ったり、薬や医者を派遣した。孫権の朱然に対する心遣いは、かつての呂蒙や凌統に対するそれに次ぐほどであった。
病床にあっても職務は遂行しており、赤烏11年（248年）に江陵に城壁を強化ている（「呉主伝」）。
赤烏12年（249年）3月、病死した。孫権は喪服をつけ心をこめて哭礼をおこなった。子の朱績が跡を継いだ。

## 人物
身の丈は7尺（161センチ）に満たないが、はっきりとした性格であり、品行は正しく潔白で、装飾は軍器にのみ施し、その他は全て質素であった。急場にも肝が据わっている事は衆人に及ぶ者なく、呂蒙にも「胆守余りある」と評されている。常に戦場にあり、平時も戦の備えを怠らない、敵を惑わすのが得意ので、出撃の度に必ず戦果があった。
陳寿は「朱桓と並んで勇烈な将として名高い」と評している。
魏からは「朱然は呉の驍将」と呼ばれる。

## 三国志演義
小説『三国志演義』では、関羽討伐戦の時に初登場し、潘璋と共に関羽を捕縛した。続く夷陵の戦いの時には、孫桓と共に迎撃の任務を与えられ、水軍を率いて水路を守る。しかし、孫桓が陸で大敗したため、水上に釘付けになってしまい、援軍を要求せざるを得なくなる。陸遜が劉備を敗走させると、諸将とともに劉備軍に追撃をかけるが、朱然は成都から劉備の救援に来た趙雲に斬られてしまう。

## 墓

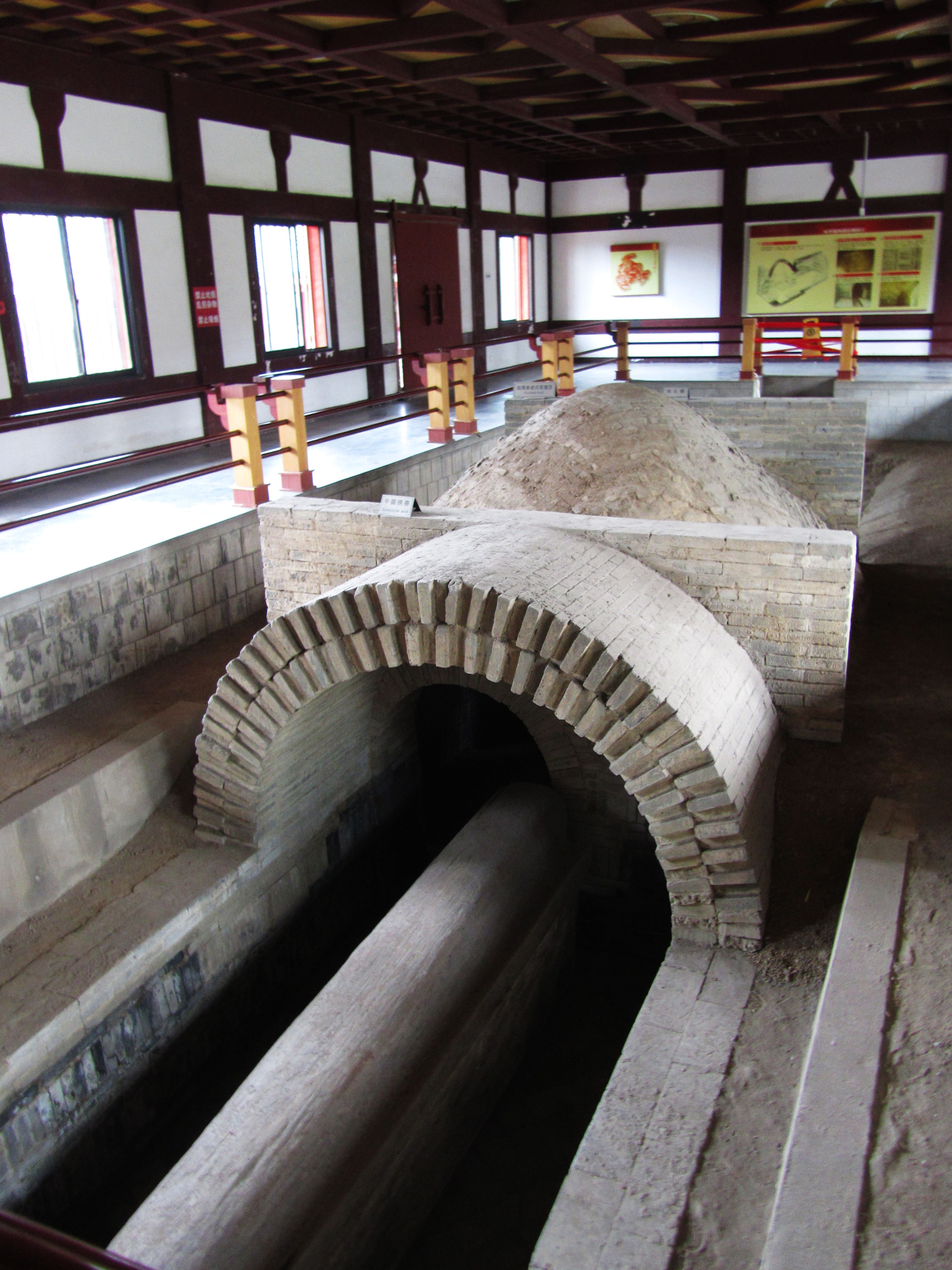
朱然墓墓室，2012年05月

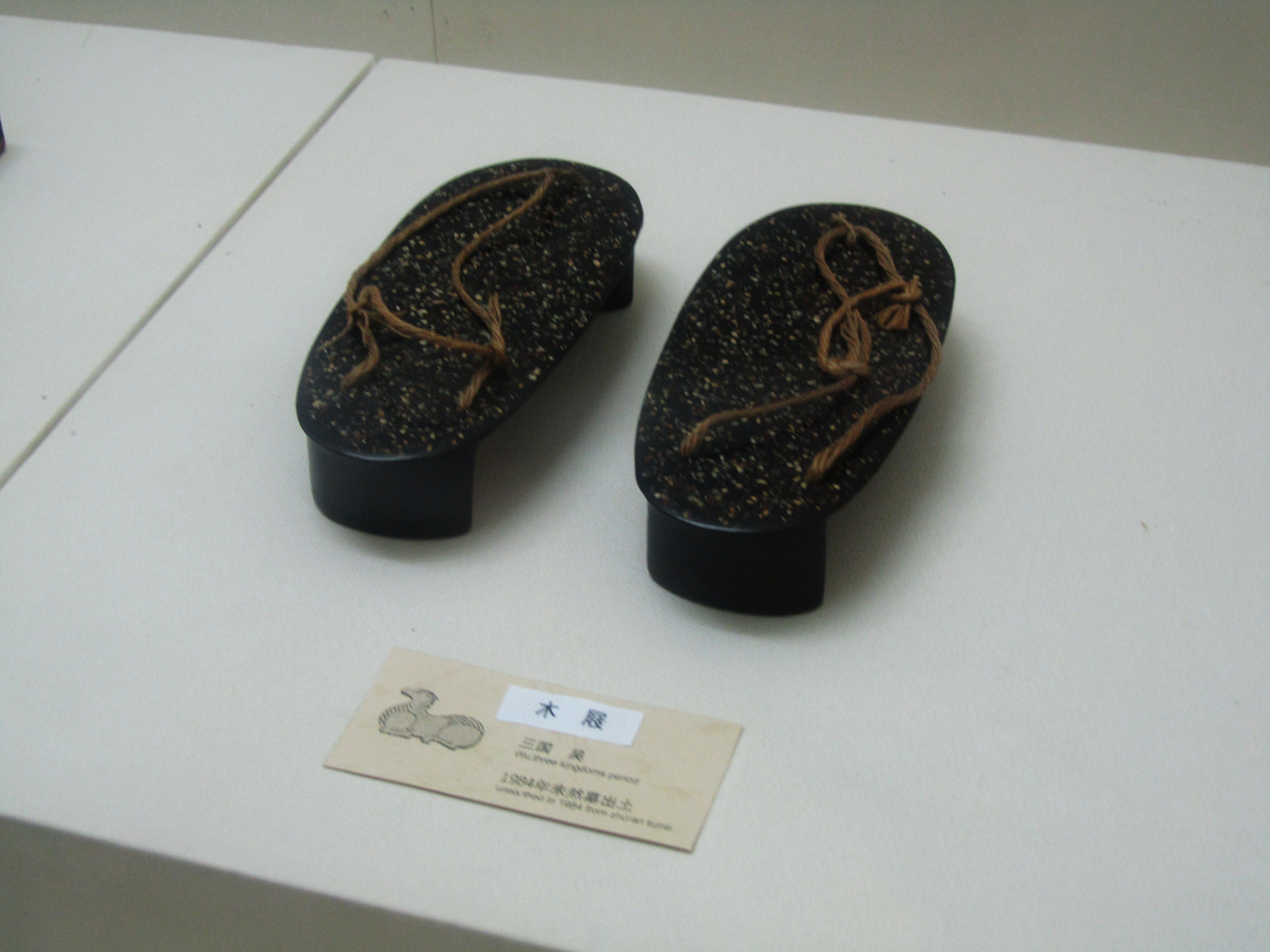
朱然墓から出土した下駄

1984年6月、安徽省馬鞍山市雨山区雨山郷の紡績工場の建設予定地で朱然の墓が発見された。盗掘に遭っていたものの、副葬品が多数発掘されている。とりわけ刺（名刺）と謁が同時に出土した事によりこれらが同時代に異なる用途で併用されていたと判明するなど、呉の文化を知る上で貴重な発見とされている。
また、1995年には新たに墓室が発掘された。こちらは朱績のものと見られている。
1986年、朱然の墓は省の重点文物保護単位に認定され、「朱然路」という道路が引かれるなど、周辺は保護整備されている。